# Funkcjonalne obrazowanie metodą rezonansu magnetycznego

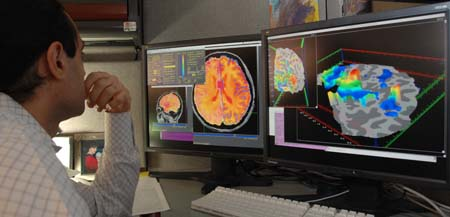
Naukowiec analizujący wyniki badań fMRI

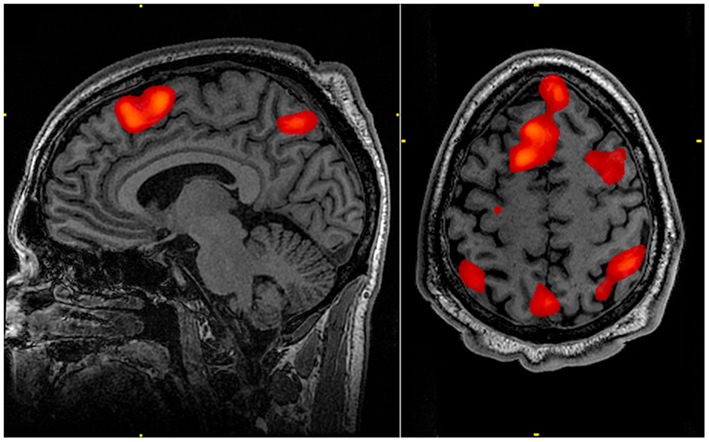
Mapa aktywności mózgu otrzymana w wyniku badania fMRI

Funkcjonalne obrazowanie metodą rezonansu magnetycznego, zwyczajowo funkcjonalny rezonans magnetyczny, w skrócie fMRI (od ang. functional magnetic resonance imaging) – wyspecjalizowana odmiana obrazowania metodą rezonansu magnetycznego, za pomocą której mierzony jest wzrost przepływu krwi i utlenowania aktywnej okolicy mózgu. W metodzie tej wykorzystywany jest fakt, iż podczas aktywności komórek nerwowych zwiększa się ich zapotrzebowanie na tlen i nasila się produkcja dwutlenku węgla. Wzrost aktywności danego rejonu mierzy się przy pomocy odpowiedzi BOLD (ang. blood-oxygenation-level-dependent), która określa zależność intensywności sygnału rezonansu magnetycznego od poziomu natlenienia krwi.
W badaniach fMRI wykorzystuje się tę samą technikę, co w przypadku MRI, czyli silne, choć nieszkodliwe pole magnetyczne i fale radiowe. Zamiast tworzenia obrazów tkanek i organów, jak w badaniu MRI, fMRI skupia się na rejestracji zmian w utlenowaniu krwi w aktywowanych obszarach mózgu, które zwiększa się w okresie wzmożonej aktywności neurologicznej. Na podstawie zaobserwowanych zmian, lekarz otrzymuje informacje o tym, jak działa mózg pacjenta, przy pomocy czego może dokładnie zlokalizować rejony odpowiedzialne za konkretne procesy mózgowe, zaplanować operację, radioterapię, czy też diagnozować patologie w działaniu centralnego układu nerwowego, takie jak uszkodzenia spowodowane urazami, udarami czy chorobami takimi jak stwardnienie rozsiane czy choroba Alzheimera. Przed badaniem pacjent nie otrzymuje środka cieniującego, ani nie jest narażony na działanie promieniowania jonizującego, dzięki czemu fMRI jest bezpieczny dla pacjenta i nie niesie za sobą skutków ubocznych.
fMRI ma nie tylko szerokie zastosowanie w badaniach klinicznych. Przyczyniło się między innymi do rozwoju dziedzin nauki takich jak kognitywistyka czy psychiatria, ponadto wykorzystywane jest do nieklinicznych zastosowań np. wykrywania kłamstw czy badania wpływu przekazu reklamowego na klientów. W połączeniu z innymi komplementarnymi badaniami np. EEG, fMRI ma potencjał w innych zastosowaniach, chociażby tworzeniu interfejsów mózg-komputer dla osób niepotrafiących się komunikować werbalnie czy fizycznie.

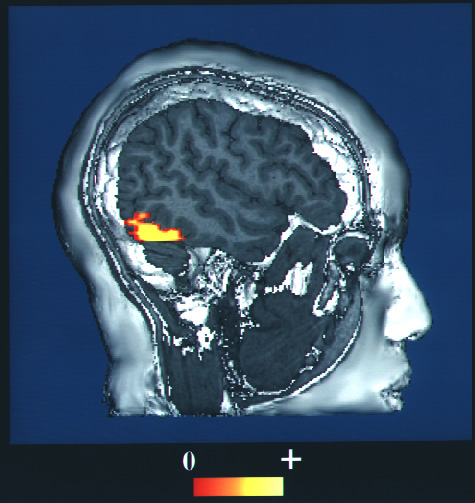
Mapa aktywności mózgu osoby, która w momencie badania patrzy na zdjęcia twarzy. Zdjęcie pokazuje zwiększony przepływ krwi w regionie kory wzrokowej odpowiedzialnej za rozpoznawanie twarzy.

## Zasada działania
Koncepcja fMRI opiera się na wykorzystaniu badania MRI i rozszerzenia go o obserwację opartą na właściwościach krwi utlenowanej i nieutlenowanej. Badany obiekt umieszcza się w silnym polu magnetycznym o równoległych liniach pola. Cewki wbudowane w skaner wysyłają z określoną częstotliwością w kierunku badanego obiektu krótkotrwałe impulsy elektromagnetyczne, przez co powodują wzbudzanie spinów protonów w jądrach atomów wodoru, będących elementem składowym cząsteczek wody, która znajduje się w żywych organizmach. Dla stałego pola magnetycznego o wartości 1,5 Tesli częstotliwość ta wynosi około 64 MHz. W wyniku działania impulsu jądra atomów zostają namagnesowane i same stają się źródłem pola elektromagnetycznego. Po zaprzestaniu działania impulsu promieniowanie elektromagnetyczne powstałe na skutek powrotów spinów do stanu niewzbudzonego rejestrowane jest przez cewki, które pełnią funkcję odbiorników. Protony wracając do pierwotnej pozycji emitują słabnącą w czasie falę elektromagnetyczną o podobnej częstotliwości do tej, z jaką był wysłany w ich kierunku impuls elektromagnetyczny. Szybkość zaniku tej fali zależy od charakterystycznych właściwości magnetycznych atomów poszczególnych tkanek. Rejestracja tych fal przy wykorzystaniu tzw. gradientów stałego pola magnetycznego pozwala przy pomocy komputera odtworzyć obraz wnętrza badanego obiektu. Czasy, w jakich wzbudzone atomy badanych tkanek wracają do stanu równowagi, czyli czasy relaksacji, reprezentowane są na zdjęciu przez różne odcienie szarości.
MRI rejestruje jedynie statyczny obraz struktury mózgu. Założeniem fMRI było rozszerzenie działania MRI o rejestrację zmian funkcjonalnych spowodowanych przez aktywność neuronalną. Wraz ze wzrostem tej aktywności w danym rejonie mózgu, rośnie także zużycie we krwi energii i tlenu, który przenoszony jest w cząsteczkach hemoglobiny. W momencie dotarcia do miejsca przeznaczenia, tlen zostaje uwolniony i dociera do mitochondriów, gdzie użyty jest do produkcji ATP. Cząsteczka hemoglobiny związana z tlenem, czyli oksyhemoglobina, ma własności diamagnetyczne i nie wpływa na czas relaksacji atomów wodoru. Po odłączeniu tlenu cząsteczka oksyhemoglobiny przekształca się w cząsteczkę niezwiązaną z tlenem, czyli deoksyhemoglobinę i nabiera właściwości magnetycznych, co powoduje skracanie czasów relaksacji atomów wodoru oraz lokalną zmianę jasności w obrazie MRI. Aby wyrównać braki spowodowane pobraniem tlenu przez neurony, krew natlenowana dociera do aktywowanych miejsc, gdzie zastępuje krew nieutlenowaną. Oksyhemoglobina może dotrzeć do aktywowanego obszaru w czasie 3-5 sekund, a jej ilość przewyższa tę zużytą przez neurony. Powrót do pierwotnego stężenia deoksy- i oksyhemoglobiny zajmuje 10-20 sekund.

## Historia
Podstawy teoretyczne potrzebne do stworzenia techniki fMRI, jaka jest znana dziś, stworzyli naukowcy pod koniec XIX wieku. Powiązania zwiększonego przepływu krwi ze zwiększonym metabolizmem dokonali w 1890 roku Charles Smart Roy i Charles Scott Sherrington. W tym samym roku William James odwołał się do prac fizjologa Angelo Mosso, który wynalazł pierwszą technikę neuroobrazowania polegającą na zapisie pulsacji kory mózgowej u pacjentów z ubytkami kostnymi w czaszce po zabiegach neurochirurgicznych. Na podstawie obserwacji zmian pulsacji Mosso wywnioskował, iż zwiększenie przepływu krwi w odpowiednich rejonach mózgu zachodzi podczas zwiększonej aktywności umysłowej. Odkrycia dokonane przez fizyków na początku XX wieku położyły podwaliny pod stworzenie techniki MRI. W latach 30. ubiegłego wieku fizyk Isidor Isaac Rabi z Uniwersytetu Columbia badał magnetyczne właściwości atomów. Odkrył, że pole magnetyczne w połączeniu z falami radiowymi powoduje spin jąder atomów, czyli zachodzi zjawisko rezonansu magnetycznego. W 1944 roku został za to odkrycie uhonorowany Nagrodą Nobla. W 1936 roku Linus Pauling i Charles D. Coryell odkryli, iż właściwości magnetyczne oksy- i deoksyhemoglobiny są różne: deoksyhemoglobina jest paramagnetykiem z powodu wysokiego spinu atomów hemu (S=2), a oksyhemoglobina ma niski spin (S=0) i jest diamagnetykiem. W latach 70. chemik Paul Lauterbur i fizyk Peter Mansfield prowadzili niezależnie od siebie badania z użyciem rezonansu magnetycznego do stworzenia nowej metody obrazowania, czyli magnetycznego rezonansu jądrowego. W 1982 roku Keith Thulborn badał różnice podatności magnetycznej oksy- i deoksyhemoglobiny przy pomocy MRI w celu zmierzenia poziomu zużycia tlenu przez mózg. Jego prace pokazały, iż możliwe jest zmierzenie stanu natlenienia krwi metodą in vitro przy pomocy MRI, co stanowiło znaczący krok w celu poznania metody obrazowania fMRI przy użyciu BOLD, taką jaka jest znana dziś.
Ostatecznego powiązania aktywności neuronalnej z metabolizmem hemoglobiny i ideą rozszerzenia techniki MRI z tymi właściwościami dokonał w 1990 roku fizyk Seiji Ogawa, który w czasie badań na mózgach szczurów zauważył różne zachowanie oksy- i deoksyhemoglobiny. W przeprowadzanych przez niego eksperymentach manipulował stężeniem nieutlenowanej hemoglobiny w mózgach badanych gryzoni przez zmianę stężenia tlenu we wdychanym przez zwierzęta powietrzu. W powietrzu o 100-% stężeniu tlenu szczegółowa anatomia żył była widoczna na zdjęciach jako ciemne obszary, z kolei w powietrzu o 90-% zawartości tlenu i 10-% zawartości dwutlenku węgla, żyłkowe struktury były mniej widoczne. Intensywność obrazu zmieniającą się zależnie od poziomu deoksyhemoglobiny nazwano Blood Oxygenation Level Dependent (BOLD). Ogawa postanowił wykorzystać to zjawisko w celu stworzenia MRI rozszerzonego o BOLD traktowanego jako naturalny kontrast. Kilka lat później metodę tę wykorzystano do zbudowania skanera do zastosowań szpitalnych.

## Przebieg badania
Przed badaniem pacjent proszony jest o zdjęcie metalowych elementów ubrania i biżuterii. Następnie pacjent kładzie się na łóżko, a jego głowę umieszcza się w tubie. Indukcja magnetyczna wytwarzana w skanerach może wynosić od 1 do 7 T. W celu stłumienia głośnych i nieprzyjemnych dźwięków wewnątrz skanera powodowanych m.in. przez prąd płynący przez cewkę elektromagnesu, pacjent zakłada słuchawki ochronne lub zatyczki. W czasie badania, w zależności od jego celu, pacjent najczęściej proszony jest o rozwiązanie zadań. Zadania mogą polegać na powtarzaniu słyszanych słów, liczeniu, dopasowaniu odpowiedniego podpisu do widocznego na ekranie obrazka za pomocą naciśnięcia odpowiedniego przycisku, stworzeniu odpowiedniego słowa, czy poruszeniu odpowiedniej kończyny. W wyniku badania pacjent otrzymuje mapę mózgu z widocznymi rejonami aktywności.

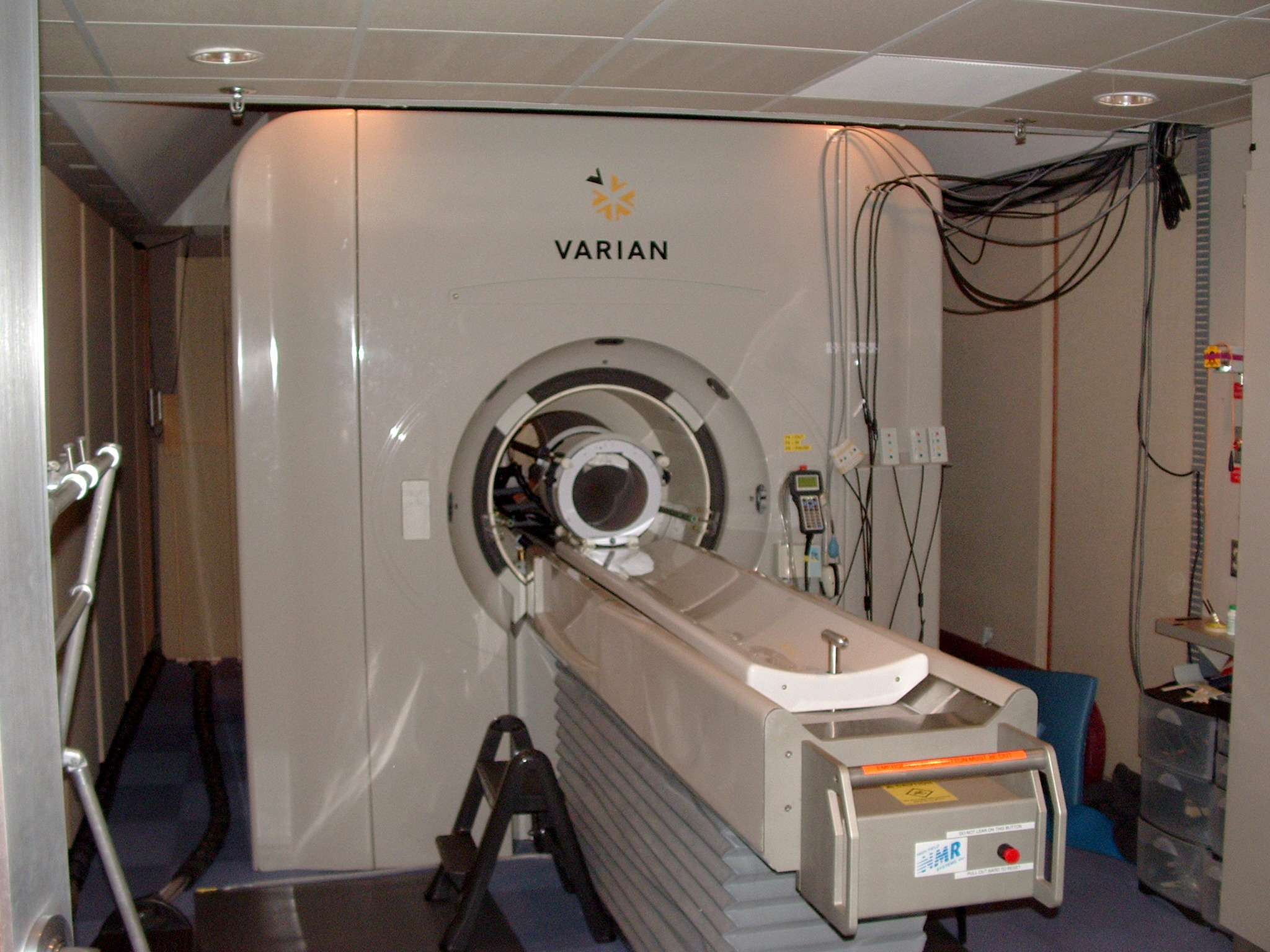
Skaner fMRI firmy Varian

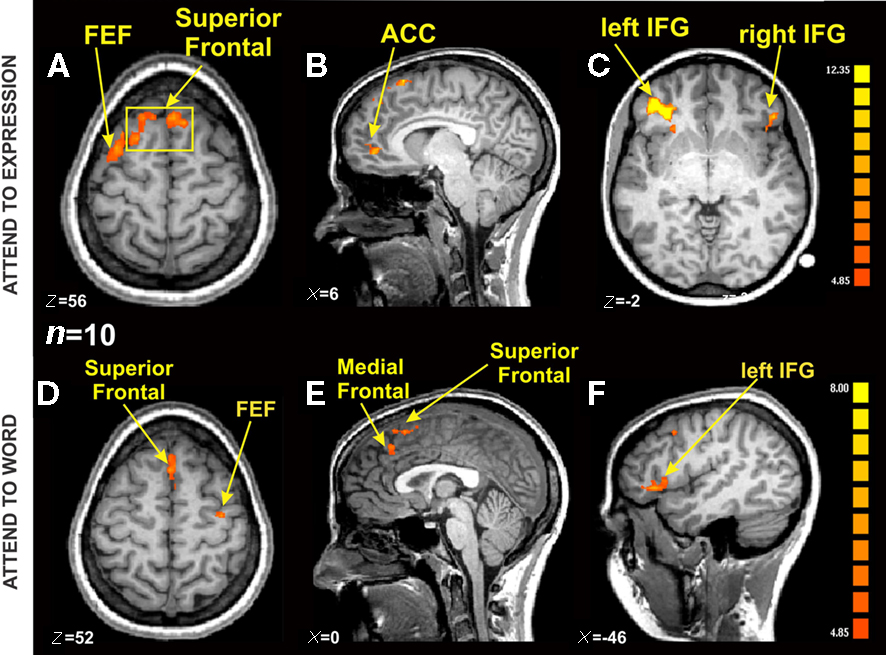
Wynik badania fMRI obrazujący mapę mózgu podczas wykonywania zadania Stroopa

### Przeciwwskazania
Przeciwwskazaniem do wykonania badania fMRI jest obecność w ciele pacjenta elementów ferromagnetycznych takich jak: rozrusznik serca, wszczepialny kardiowerter-defibrylator serca, śruby w kościach, klipsy po tętniakach, implant ślimakowy itd. Ponadto, pacjent nie może być poddany badaniu, jeśli ma klaustrofobię.

## Wykorzystania kliniczne
- fMRI może zostać wykorzystany do lokalizacji obszarów mózgu odpowiedzialnych za daną czynność. Jednym ze sposobów leczenia padaczki skroniowej jest resekcja płata skroniowego. Ze względu na fakt, iż płat skroniowy odpowiedzialny jest za mowę, słuch, czy rozpoznawanie obiektów, bardzo ważne jest precyzyjne zlokalizowanie poszczególnych regionów odpowiadających za wyżej wymienione funkcje, aby nie spowodować jakiegokolwiek ich urazu. Obecnie stosowane przed zabiegiem resekcji metody wykorzystywane do badania lateralizacji, czyli stronności, ośrodków mowy (np. test Wady) są inwazyjne. Wykorzystanie w tym celu fMRI przynosi wiarygodne rezultaty, ponadto zapewnia specyficzną informację o anatomii mózgu badanego[10]. Dzięki fMRI naukowcy mogą także określić i zbadać lokalizację rejonów mózgu w zależności od wieku pacjenta oraz innych czynników. Przykładowo, dzięki fMRI dowiedziono, że u osób praworęcznych ośrodki odpowiedzialne za mowę są umieszczone w lewej półkuli w 94-96%, z kolei w przypadku osób leworęcznych około 20-25% z nich wykazuje nietypową dystrybucję tych ośrodków: symetryczną albo nawet prawostronną. U chorych z napadami padaczkowymi występuje częstsze występowanie nietypowej lokalizacji ośrodków mowy, a jej stopień i częstość występowania są zależne od wieku pojawienia się napadów – im młodszy wiek, tym większa szansa przeniesienia ośrodków mowy do prawej półkuli[5]. Lateralizacja jest obserwowana również w czasie badań mechanizmów odczuwania pozytywnych lub negatywnych emocji, np. odbierania wrażenia przyjemnego lub nieprzyjemnego zapachu[11][12][13] (zob. też wyniki badań Richarda Davidsona).

- Za pomocą fMRI można również przewidzieć wczesne stadia rozwoju patologii mózgu. Jednym z przykładów zastosowania w tym celu może być badanie przeprowadzone na grupie osób z ryzykiem wystąpienia choroby Alzheimera. U części osób będących nosicielami apolipoproteiny ApoE4 zauważono zwiększony stopień i intensywność aktywacji odpowiednich rejonów w porównaniu z nosicielami ApoE3, co powiązano z postępującym zanikiem pamięci, który zaobserwowano u nich dwa lata później[10][14].

- fMRI wykorzystuje się także w psychiatrii, między innymi przy obserwacji jaki wpływ na mózg ma depresja. Badanie przeprowadzone na grupie kobiet wyleczonych z depresji z nawrotami oraz na grupie kobiet zdrowych polegające na stymulacji na zmianę bodźcami bolesnymi i przyjemnymi pokazało, że podczas bolesnej stymulacji u obu grup aktywowane były podobne obszary mózgu. Jednakże u tej pierwszej grupy zauważono zmniejszoną odpowiedź w obszarze móżdżku podczas oczekiwania na bolesny bodziec, niż u drugiej grupy. Przykład ten pokazuje, że nietypowa aktywacja móżdżku może być powiązana z ryzykiem nawrotu depresji[10][15].

- Badanie to wykorzystuje się jednak nie tylko w celu obserwacji reakcji na bodźce i zadania, lecz także w zrozumieniu skutków takich procesów jak neurorehabilitacja, której wpływy są trudne do zmierzenia u pacjentów z dysfunkcjami neurologicznymi. Przykładem może być doświadczenie przeprowadzone przy użyciu fMRI, które pokazało, jak wygląda odpowiedź mózgu na ból w wyniku rozproszenia uwagi od źródła bólu. Gdy uwaga badanych była rozproszona, aktywacja mózgu była istotnie zredukowana[10][16].

- Dzięki badaniom fMRI można także poznawać zjawiska związane z plastycznością mózgu. Badanie przeprowadzone na pacjentach po amputacji kończyny pozwoliło przyjrzeć się zjawisku fantomowej kończyny, czyli zjawisku odczuwania bodźców w miejscu nieobecnej kończyny. U niektórych z badanych osób po delikatnej stymulacji twarzy wywoływano wrażenia dotykowe nie na twarzy, lecz na fantomowej kończynie. Dzięki fMRI dowiedziono, że w obszarze mózgu odpowiadającym za odbieranie sygnałów czuciowych z ciała nastąpiła reorganizacja. Obszar odpowiedzialny za odbieranie sygnałów z policzka rozrósł się na obszar odpowiedzialny za czucie w ręce[1][17]. W innym eksperymencie badanym osobom zakryto oczy na pięć dni. Przez ten czas pacjenci wykonywali różne zadania, między innymi rozpoznawanie przedmiotów przy użyciu dotyku. W tym czasie obserwowano zmiany plastyczne mózgów badanych. Zaobserwowano, iż regiony kory wzrokowej aktywują się, gdy badany wykonuje zadanie wymagające wykorzystania dotyku. Takich obserwacji nie poczyniono u osób, które wykonywały te same zadania z odsłoniętymi oczami[1][18].

## Wykorzystania niekliniczne
fMRI ma również szerokie zastosowanie w doświadczeniach nieklinicznych. Wraz z rozwojem popularności tej techniki zaczęło powstawać coraz więcej firm specjalizujących się w prowadzeniu badań neuromarketingowych, z których usług korzystają najczęściej duże, bogate firmy. fMRI stanowi bowiem wiarygodne źródło danych o klientach, ich odczuciach i procesie podejmowania przez nich decyzji, w opozycji do tradycyjnych ankiet, które często są niewiarygodne. Odpowiedzi osób ankietowanych nie zawsze bowiem muszą zgadzać się z modelem, jakim się posługują podczas wybierania i kupowania produktów, często nieświadomym. Ponadto, trudno jest zmierzyć czynniki emocjonalne, które są podstawą podejmowania decyzji konsumenckich. Jako narzędzie pozwalające na bezpośredni wgląd w mózg badanego, fMRI oferuje większą wiarygodność niż inne używane w marketingu techniki badania reakcji klientów i pozwala na precyzyjny, bazujący na konkretnych reakcjach, dobór strategii reklamowych.
Badanie to może być również wykorzystane w wykrywaczach kłamstw. Przy obecnym stanie nauki wykorzystanie w tym celu nie daje stuprocentowej poprawności, ponadto nie jest możliwe odczytanie treści myśli badanego, a jedynie określenie, który rejon mózgu jest aktywowany. Jakkolwiek bądź, badacze wykorzystują zarejestrowane reakcje mózgu w celu nauczania programów komputerowych tego, jakie rejony mózgu są aktywowane w odpowiedzi na dane obrazy. Następnie program może odtworzyć obraz na podstawie wzoru aktywności mózgu. Takie zastosowanie jest szansą na stworzenie interfejsów pozwalających na komunikację ze światem osobom niepotrafiącym się komunikować werbalnie i fizycznie.

## Wady
Z wykorzystaniem fMRI wiąże się także kilka wad. Jedną z nich jest konieczność dbania o dokładny dobór metod statystycznych przez naukowców i lekarzy. Pierwszym badaniem, które zwróciło uwagę na ważność tej kwestii było badanie mózgu martwego łososia atlantyckiego. Okazało się bowiem, iż skaner podczas badania, w którym łososiowi zaprezentowana została seria zdjęć, zarejestrował aktywność dwóch rejonów mózgu łososia. Fałszywe uchwycenie nieistniejącej aktywności wynikło z zastosowania niewłaściwych metod statystycznych.
Z punktu prowadzenia badań marketingowych, fMRI również posiada wady. Spowodowane jest to głównie faktem, iż porcja oksyhemoglobiny może docierać do aktywowanego obszaru mózgu nawet 5 sekund. Mózg badanego może bowiem zareagować natychmiast na widok produktu pojawiającego się w filmie, który ogląda podczas badania, lecz większe stężenie oksyhemoglobiny, będące tego skutkiem, może pojawić się dopiero po kilku sekundach. Odstęp czasowy między wystąpieniem bodźca a reakcją jest zatem utrudnieniem w tego typu badaniach.